# Norðskála kirkja
Norðskála kirkja er en kirke på Færøerne i bygden Norðskáli på Eysturoy. Den hører til Færøernes folkekirke. Kirken blev indviet d. 10. januar 1932. Kirken har 200 siddepladser, der kan udvides til 300.
Da kirken blev bygget havde den et tårn ved vestenden. Den var opført i beton og stod i hvidtpudset murværk med rødt eternittag. Den havde 5 rundbuede vinduer på hver langside. Tårnet havde pyramidetag. I korgavlen var en rundbuet niche. Der var indgang til kirken i både nord og syd gennem tårnet. I 1977 blev kirken forlænget nordøst og tårnet fik tilbygninger på hver side, med tag der går skråt opad til lige under glamhullerne. På facaden af det nye tårn er der et rundbuet vindue på hver side af den store indgangsdør og to mindre over døren. Taget er nu sort og døre og vinduesrammer er grønne. 
I forkirken fører en vindeltrappe op til det hvidmalede pulpitur, hvor kirkens orgel står. Kirkens orgel er et I. Starup & Søn orgel fra 1969 med 4 stemmer. I østenden er der konfirmandstue og mødelokaler. Såvel de to gavle samt langsiderne er på væggene beklædt med træpaneler. Det hvide hvælv tøndehvælv sidder over smalle sidelofter. Ellen Hofman-Bang (1879-1971) har malet alterbilledet "Den fortabte Søn". Ved siden af alteret hænger to kors som fungerer som hylde for to trearmede lysestager, der tidlige stod på alteret. Døbefonten er en hvid ottekantet font af træ på en riflet søjle fra 1931, og er nærmest som en firkantet kasse, med tværgående brædder med mellemrum. Kirkeskibet er en model af en sluppen "Verdandi" som blev hængt op i forbindelse med kirkens 75 årsdag i 2007. Kirkens klokke bærer indskriften " I glædens tid – i sorgens stund – indbyder jeg alle til Herrens forsamling".

## Kirkens historie
I foråret 1927 blev der valgt en byggekomité, og i 1929 sendte nogle indbyggere i Svínáir, Norðskáli og 
Oyri en anmodning til det færøske Lagting om støtte til at bygge en kirke.
Den 23. februar 1930 blev det aftalt at udbyde arbejdet. Gravearbejdet blev aftalt at begynde straks. Støbearbejdet begyndte den 11. marts 1930. Byggearbejdet blev udført af Maskintømrerværket i Miðvágur.
Kirken blev bygget på et tidspunkt, hvor der var debat om, hvorvidt kirkesproget skulle være dansk eller færøsk. Søndag den 18.10 1930 var der en folkeafstemning om, hvorvidt skrifterne under altertavlen og uden for skibet skulle være på færøsk eller dansk. Resultatet var, at 40 stemmer var for færøsk og 29 for dansk. 